# Shigeru Ban

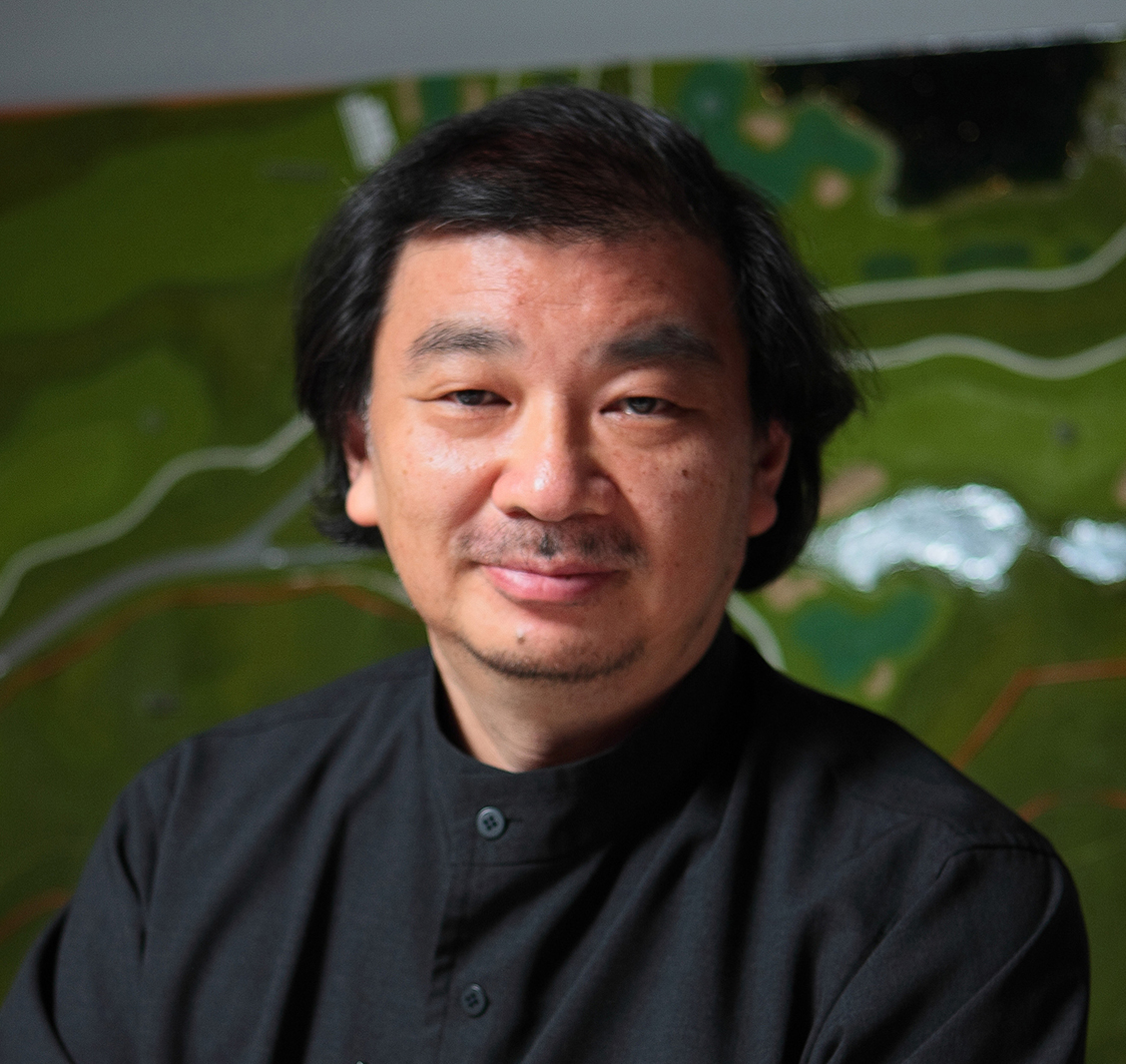
Shigeru Ban

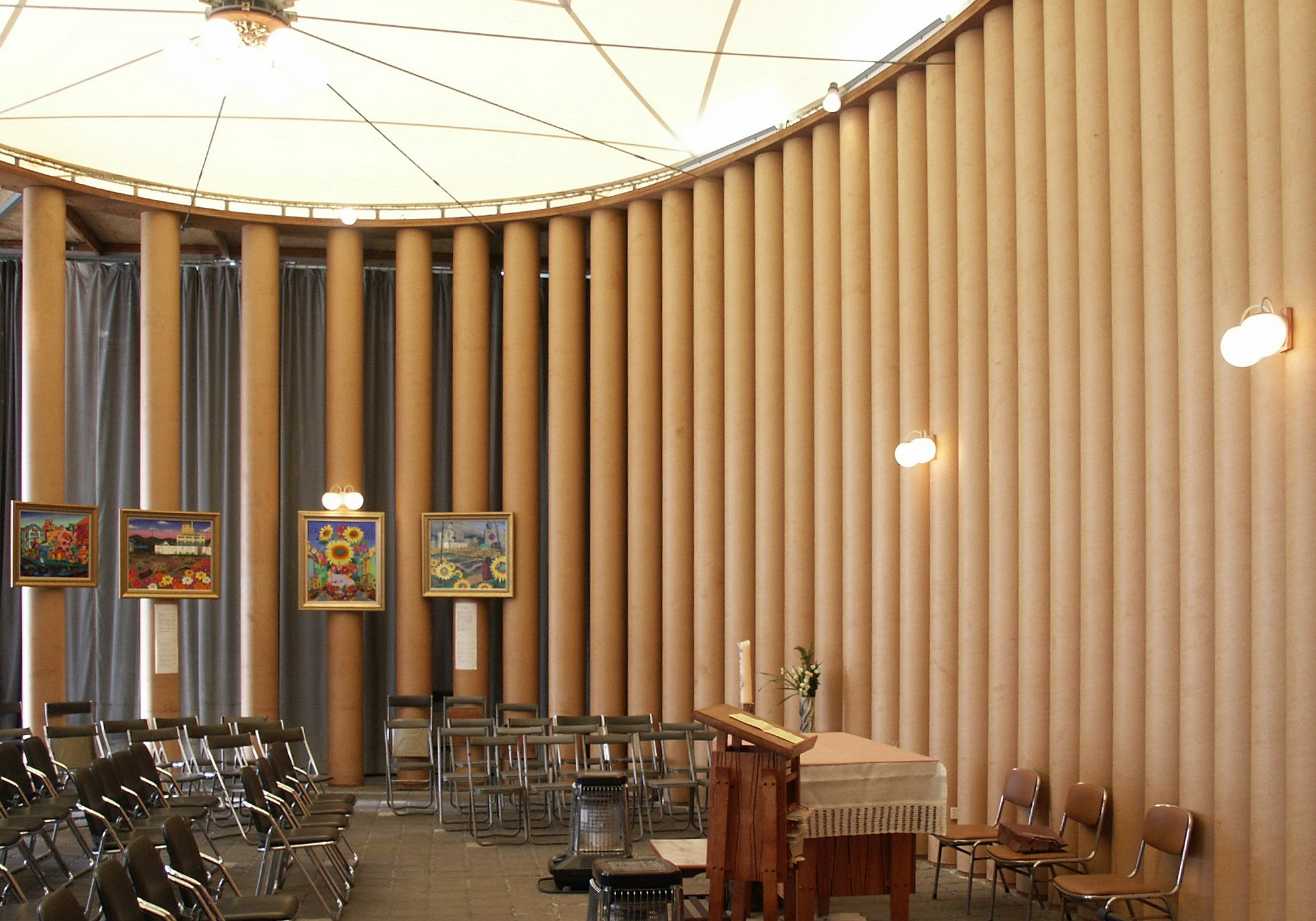
Katholieke kerk Takatori was een tijdelijke kerk in Kobe na de aardbeving in 1995. De kerk werd in 2005 verplaatst naar Taiwan

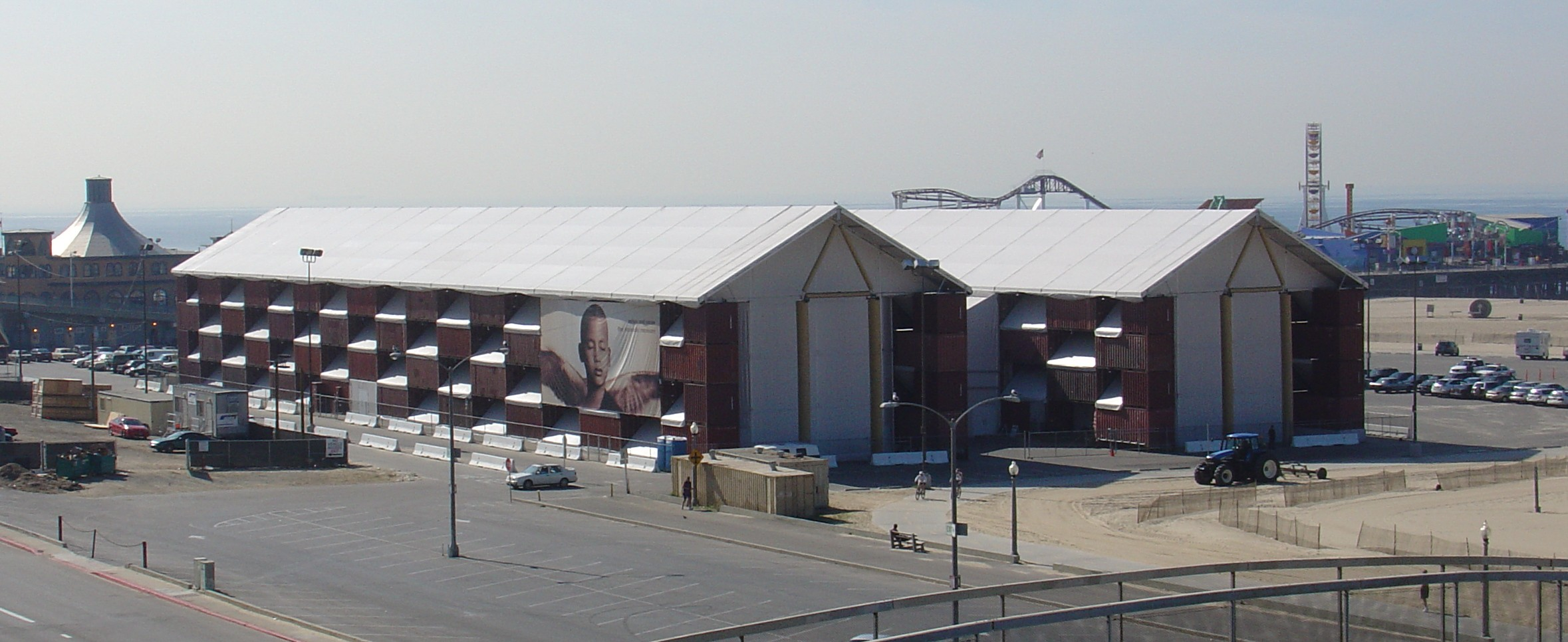
Het Nomadic Museum: een tijdelijk gebouw gebaseerd op 156 scheepscontainers.

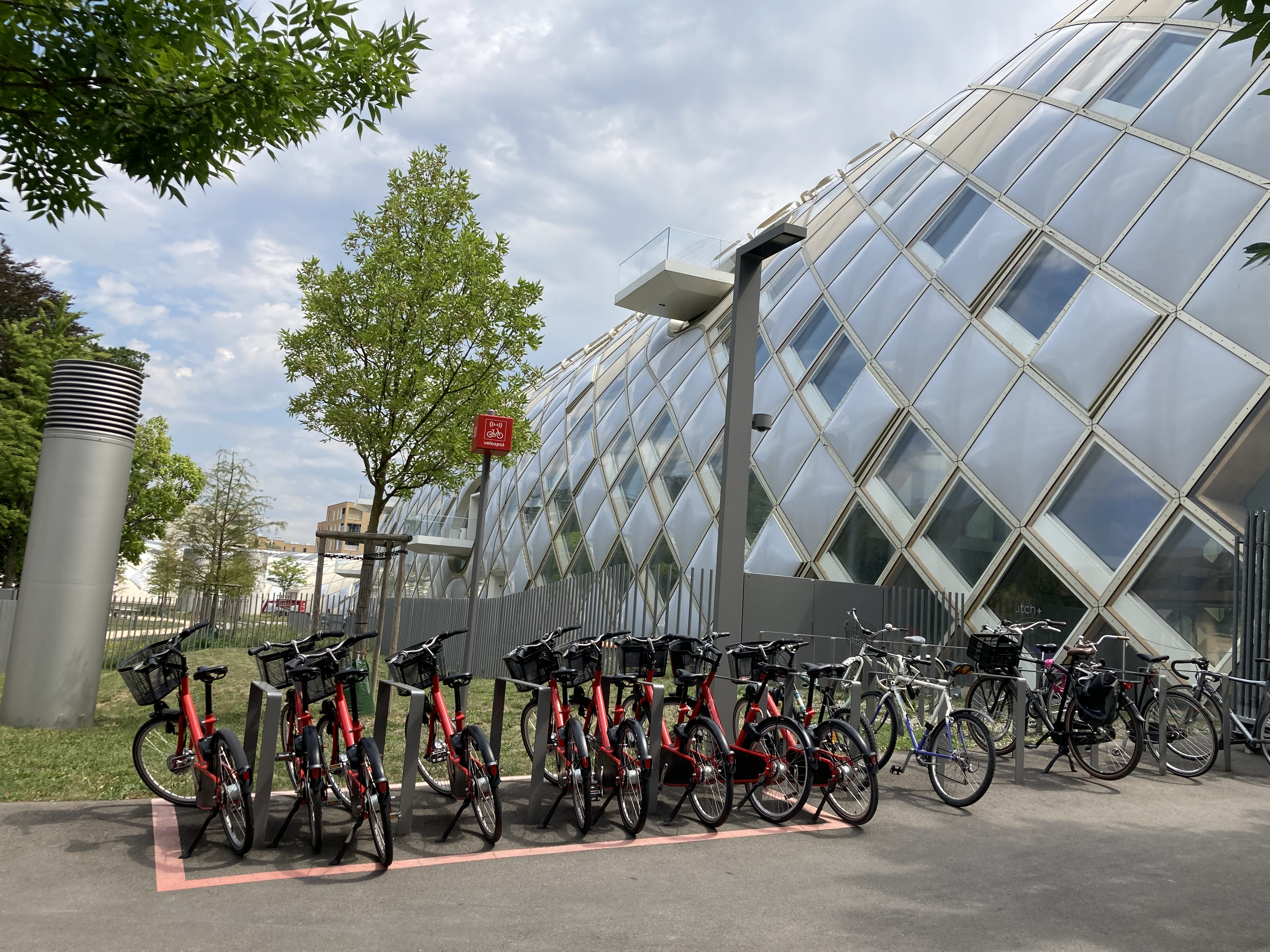
Hoofdkantoor Swatch Group in Zwitserland

Shigeru Ban, 坂茂, Ban Shigeru  (Tokio, 5 augustus 1957) is een Japans architect.

## Biografie
Ban begon in 1977 zijn studies aan het Southern California Institute of Architecture.  Na 3 jaar stapte hij over naar de Cooper Union’s School of Architecture, waar hij onder John Hejduk studeerde en slaagde in 1984. Shigeru Ban heeft gewerkt op enkele universiteiten in het vakgebied van de architectuur, zoals de Kunsthogeschool Tama (多摩美術大学, Tama bijutsu daigaku), de Staatsuniversiteit Yokohama (横浜国立大学, Yokohama kokuritsu daigaku) en de Nihon-universiteit (日本大学, Nihon daigaku).
In zijn studieperiode op de Cooper Union’s School of Architecture heeft Shigeru Ban veel geleerd, van in het bijzonder Hejduk. Zo leerde Hejduk hem het ontwerpen met de fundamentele geometrische elementen, maar ook raakte Shigeru Ban door hem geïnteresseerd in de 3-dimensionale dichtkunst. De rationalistische kijk van Hejduk op de architectuur, zorgde ervoor dat hij het Westerse modernisme opzocht en ging combineren met de thema’s en methoden van de meer traditionele Japanse architectuur, waar hij namelijk vandaan kwam. Met zijn westerse opleiding en invloeden, werd Shigeru Ban een van de meest vooruitlopende Japanse architecten, die de combinatie van westerse en oosterse bouwvormen en methoden toepasten. Een van de meest belangrijke thema’s in het werk van Shigeru Ban is de ‘onzichtbare structuur’. Hij verwerkt de constructie in zijn architectuur. Het gaat hem hoofdzakelijk om de vertaling van het concept in het gebouw en de te gebruiken materialen moeten dit ondersteunen.
Shigeru Ban staat het meest bekend om zijn innovatieve werk met papieren en kartonnen buizen als constructiemateriaal. Door te werken met deze simpele bouwmaterialen kwam hij vaak tot unieke structuuroplossingen. Verder past hij graag een universele vloer (d.i. geen verdiepingen) toe die de continuïteit tussen al de kamers in het huis ondersteund. Ook staat Shigeru Ban bekend om zijn interesse in ecologische architectuur.
Hij was de eerste architect in Japan die een gebouw ontwierp dat hoofdzakelijk bestond uit papier. De aantrekkelijke aspecten van papier en karton zijn volgens Shigeru Ban dat het lage kosten heeft, duurzaam, herplaatsbaar en recyclebaar is en dat het ‘low-tech’ is. Een van de vele resultaten hiervan is erg populair: de Doe-het-zelf-vluchtelingonderkomens, deze zijn gebruikt in Japan na de Kobe aardbeving, in Turkije, Rwanda en op veel andere plekken op de wereld. Deze shelters hebben bewezen zeer handig te zijn als goedkope onderkomens voor na een ramp.
Ook aan het Japanse paviljoen op de Expo 2000 in Hannover heeft Shigeru Ban meegewerkt. Dit was in samenwerking met de architect Frei Otto en de ingenieurs van Bureau Happold. De 72 meter lange gridstructuur is gemaakt met papieren buizen. Maar vanwege de strenge regels in Duitsland moest het dak helaas versterkt worden met een substructuur. Uiteindelijk is na de tentoonstelling de structuur gerecycled tot papierpulp.
Shigeru Ban heeft vele kanten: zo zou hij prima passen in de groep ‘Ecologisch denkende architecten’, maar hij zou net zo goed geschaard kunnen worden bij de modernisten, de Japanse experimentalisten of de rationalisten.

## Enkele bekende werken van Shigeru Ban
- Nomadic Museum, Tokio
- Furniture House, een serie geprefabriceerde huizen gebouwd in Japan, China en de VS
- Curtain wall house, Itabashi, Tokio, Japan
- Naked House, Kawagoe (Saitama), Japan
- Katholieke kerk Takatori, Nagata-ku in Kōbe, Hyōgo, Japan.
- Centre Pompidou-Metz, Metz, Frankrijk
- Luxe Villaontwerpen Maison S und Maison H op een exclusief privé-eiland: Mandarin Oriental Dellis Cay
- Mount Fuji Heritage Center (2017)
- Het hoofdkantoor van de Swatch Group in Biel, Zwitserland.

## Eerbetoon
- 2014 - Pritzker Prize